# ジャック・マルケット

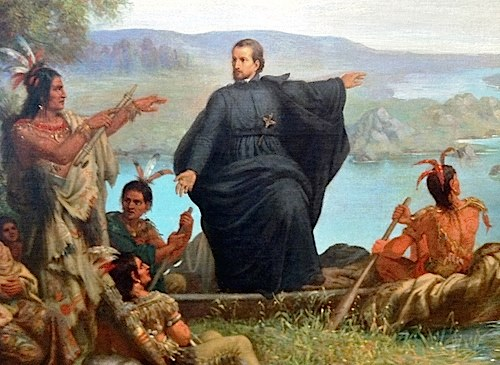

ジャック・マルケット（(Le Père) Jacques Marquette, 1637年6月10日 - 1675年5月18日）はフランスのイエズス会宣教師。
フランス・イエズス会宣教師の北米原住民への布教活動でカナダ（フランス領：ヌーヴェルフランス）に遣わされる。
その後、フランス系カナダ人のルイ・ジョリエ（Louis Jolliet）と共に、ミシシッピ川流域やセント・ローレンス湾、ハドソン湾を探検・探査した。
後にイリノイ州で任務についたが、健康を害し、マキノー島への道中に死亡した。